# Bac de Roda
Francesc Macià i Ambert, conocido como Bac de Roda (Sant Pere de Roda [actual Roda de Ter y Masías de Roda], 28 de mayo de 1658-Vic, 2 de noviembre de 1713) fue un militar español. Fue uno de los signatarios del Pacto de los Vigatans y participó en el levantamiento a favor de Carlos de Austria. Luchó en la guerra de Sucesión como jefe de los migueletes entre los años 1703 y 1713, y fue condenado a muerte y colgado en Vic en 1713.

## Biografía

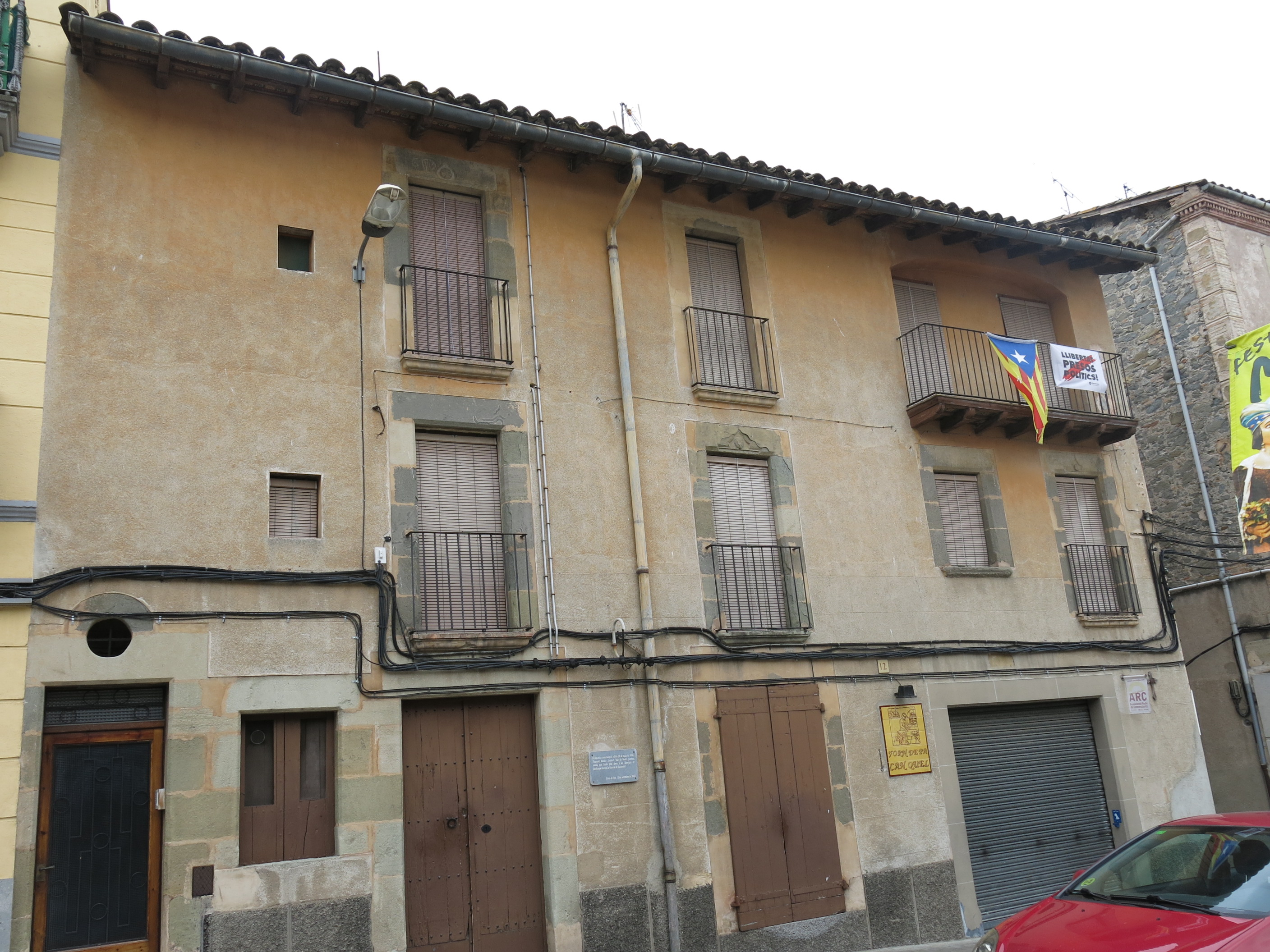
Casa natal de Bac de Roda en la plaza Mayor de Roda de Ter

Era hijo de Onofre Macià y de Escolàstica Ambert. A los catorce años se casó con la heredera del Mas Bac de Roda (Masías de Roda) y cogió ese apodo.

### Guerra de Sucesión
El 17 de mayo de 1705 firmó el Pacto de los Vigatans, en el cual se acordó el deseo de la Gran Alianza de hacer un gran desembarco de tropas cerca de Barcelona. A cambio, la Compañía de Osona, conocida como los Vigatans y de la cual Bac de Roda formó parte, tenía que provocar un levantamiento con 6000 hombres que sirviera de cabeza de puente al posterior desembarco de tropas. El 1 de julio de 1705, en la plaza de Vich, los Vigatans proclamaron rey a Carlos III.
Participó como comandante de fusileros, bajo las órdenes del general Moragues, en el combate del Congost, donde fueron derrotadas las tropas borbónicas que intentaban ocupar Vich. Después del desembarco de las tropas de la Alianza en Barcelona y la posterior conquista de la ciudad por parte de los austracistas, en noviembre de 1705, Bac de Roda se retiró momentáneamente de la lucha.
En marzo de 1706, sus migueletes y los de Manuel Moliner i Rau patrullaban por las fronteras de Aragón y Valencia; a finales de mes, cuando las tropas borbónicas procuraron recuperar el control de Barcelona, el conde de Cifuentes, virrey de Valencia, le dio la orden de dirigirse a Barcelona. Bac de Roda recibió el encargo de vigilar y defender, al frente de 600 hombres, la línea que dividía la ciudad del castillo de Montjuïc. El 7 de abril de 1706 sus tropas rompieron la trinchera borbónica levantada a la altura de Santa Madrona para aislar Montjuïc de la ciudad.
En 1709, ya con el grado de coronel, dirigió un grupo de fusileros que retuvo los franceses provenientes del Ampurdán. Con la muerte del emperador José I, el 17 de abril de 1711, Carlos fue el nuevo emperador. Las tropas austroalemanas empezaron entonces un progresivo repliegue. Los Vigatans siguieron levantando partidas y continuaron con la táctica de guerrillas, en una situación ya mucho más complicada. La tropa de Bac de Roda recibió la misión de defender Barcelona junto con Antoni Desvalls, marqués de Poal. Por otro lado, el 28 de agosto de 1713, las tropas borbónicas del duque de Bracamonte enfilaron el Congost y vencieron a los Vigatans: Osona fue ocupada y comandada por los borbónicos.

### Delación y ejecución

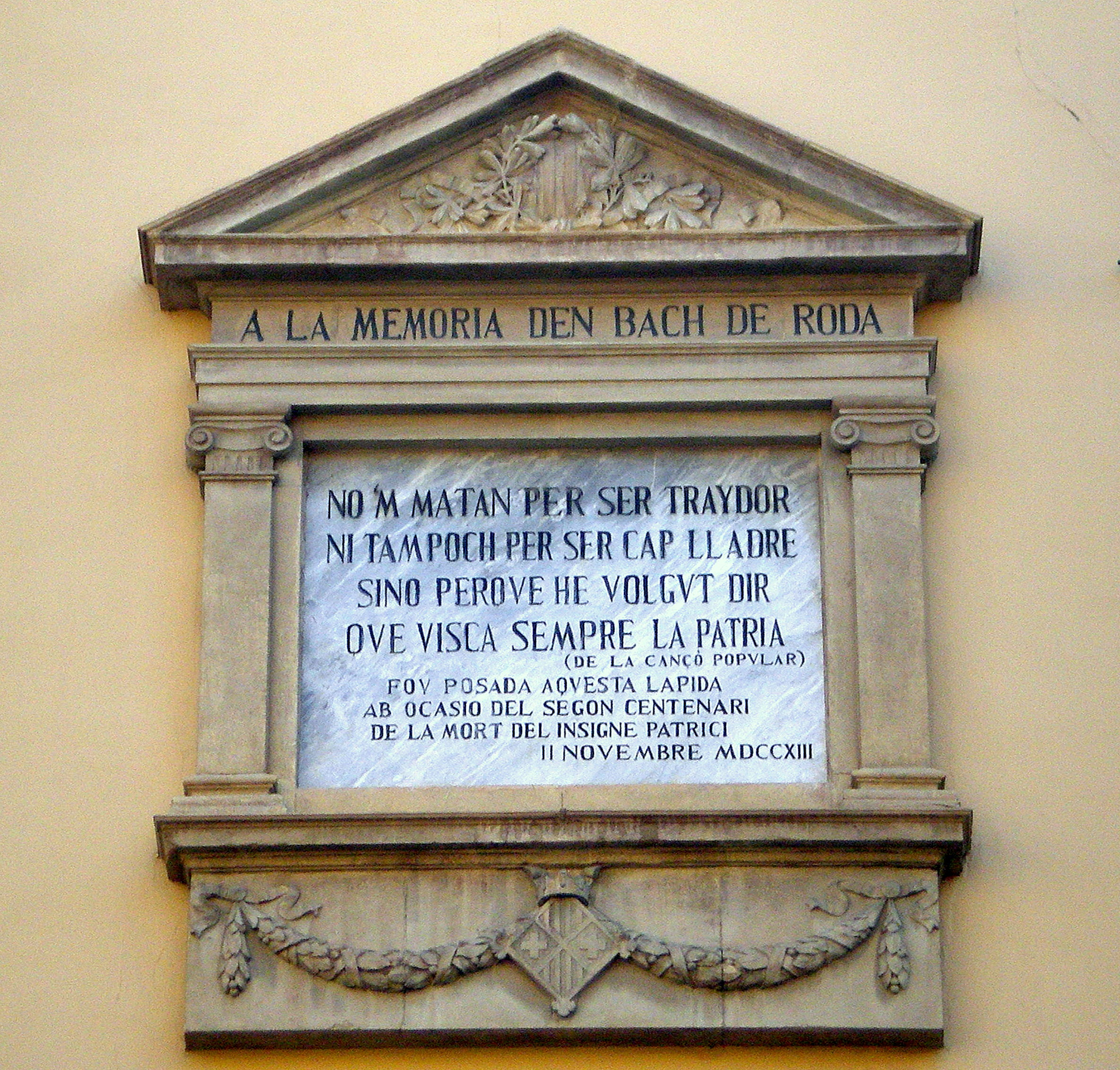
Lápida conmemorativa a Bac de Roda en Vich.

Procurando salvarse, Bac de Roda volvió al Mas Colom, la casa donde se había criado. Pero Josep Riera, de Vallfogona, antiguo amigo suyo, lo delató. Hecho prisionero, fue ejecutado en la horca el 2 de noviembre de 1713.
Después del combate de Navés, que aconteció el 19 de noviembre, y donde los austracistas capturaron 28 prisioneros, el marqués de Poal hizo colgar a cinco de ellos, el capitán y cuatro hombres más, en venganza por la muerte de Bac de Roda. El delator, Josep Riera, murió el 15 de abril de 1714, en un combate entre migueletes austracistas y tropas borbónicas. Enterado del hecho, el capitán Roca, del regimiento austracista, lo hizo desenterrar y colgar en una horca como traidor y persona vil.

## Reconocimientos
Bac de Roda tiene dedicada una calle en Barcelona, en el distrito de San Martín. Fue trazada por Ildefonso Cerdá en su Plan de Ensanche con el número 55, y nombrada posteriormente como Comercio; en 1907 se dedicó a Bac de Roda, fecha desde la que ha llevado ese nombre excepto en el período 1927-1931, que fue dedicada a Felipe II.
También hay una estación de la línea 2 del Metro de Barcelona llamada Bac de Roda, y un puente homónimo, construido entre 1986 y 1987 por Santiago Calatrava.